# 格罗宁根北站
格羅寧根北站（荷蘭語：Station Groningen Noord）是荷蘭格羅寧根省格羅寧根的一座鐵路車站。

## 历史
該車站於1884年6月15日啟用，位於格羅寧根－代爾夫宰爾鐵路上。火車服務由愛瑞發運營。